# 南オセチア時間
南オセチアでは現在、モスクワ時間（MSK、UTC+3）が標準時に採用されている。夏時間は実施されていない。

## 歴史
2014年10月26日にジョージア時間からモスクワ時間に標準時が変更された。